# 上薩爾蒂夫

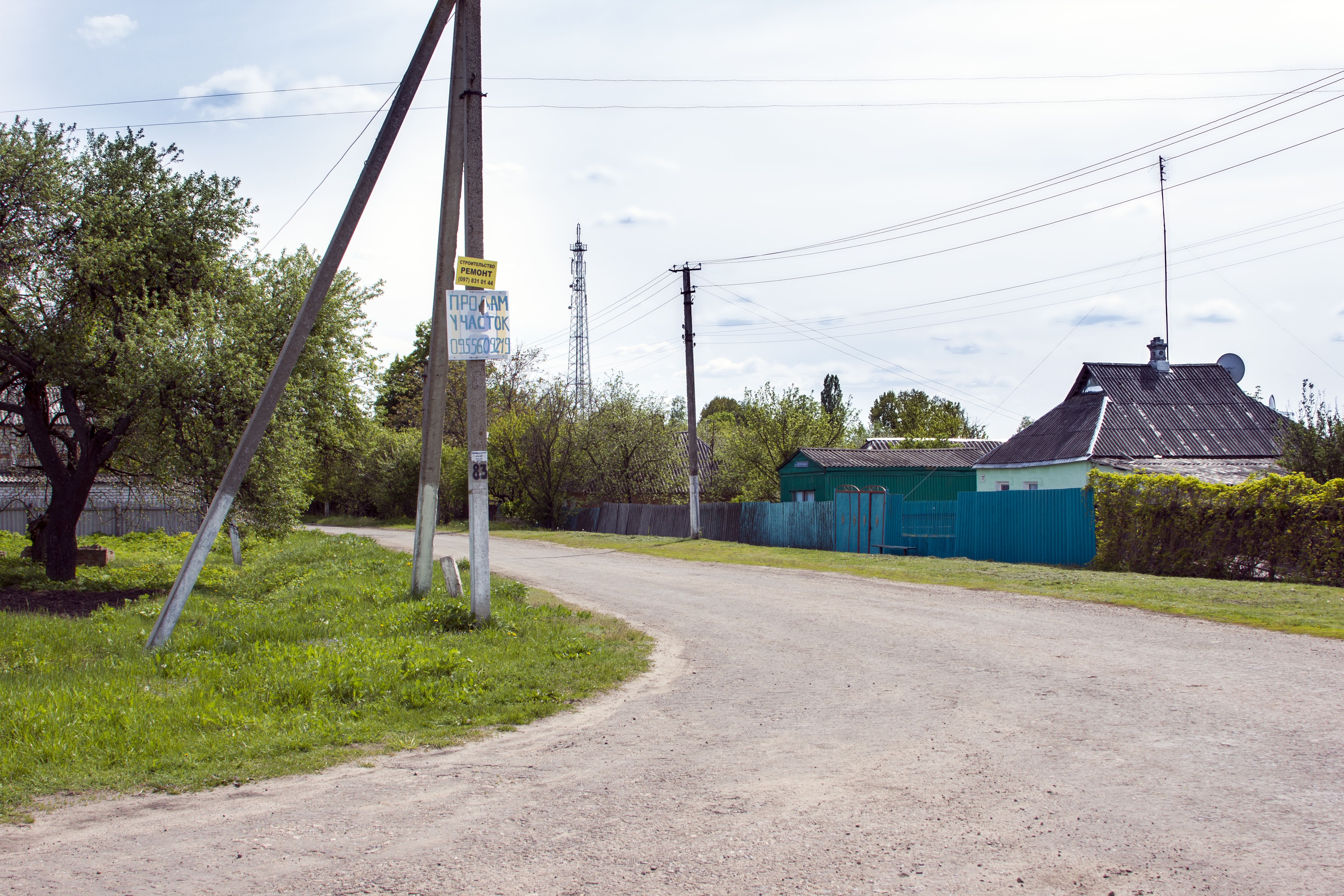

50°8′1″N 36°47′58″E / 50.13361°N 36.79944°E
上薩爾蒂夫（羅馬化：Verkhii Saltiv）是位於烏克蘭東部的村莊，由哈爾科夫州丘胡伊夫区的沃夫昌斯克市鎮負責管轄。該村處於北頓涅茨河畔，始建於1700年，面積1.42平方公里，海拔高度137米，2001年人口119。